# México-Tenochtitlan
Tenochtitlan( escuchar) fue la capital del Imperio mexica.Durante la dominación española se fundó sobre ella la Ciudad de México, que fue la capital del Virreinato de la Nueva España y tras la independencia fue sede del Primer Imperio mexicano, actualmente es la capital de los Estados Unidos Mexicanos.
La fundación de la ciudad fue un hecho cuya historia se mezcla con la mitología, lo cual es distintivo de los pueblos originarios americanos. Fuentes del siglo XVI que hicieron correlaciones de los antiguos calendarios con los occidentales la han situado en diversos años, sin embargo, ante la falta de consenso el gobierno federal de México decidió establecer oficialmente el día 13 de marzo de 1325 (700 años), —año 2-casa en la cuenta calendárica mexica—, día que no está registrado en ninguna fuente ni corresponde a ningún cálculo calendárico; es una propuesta política. Aunque la mayoría de los historiadores sí aceptan el año como 1325, algunos autores a través del tiempo han considerado otros años como 1345, 1363, 1364. La ciudad se fundará en un islote al centro de la zona lacustre, de acuerdo con la información registrada en varios documentos coloniales, al igual que en los relieves posteriores del monolito mexica llamado Teocalli de la Guerra Sagrada.
El mito de la fundación cuenta que México-Tenochtitlan fue poblada por un grupo de tribus nahuas migrantes desde Aztlán, lugar cuya ubicación precisa se desconoce. Tras merodear por las inmediaciones del lago de Texcoco, los futuros mexicas se asentaron en diversos puntos de la Cuenca de México que estaban sujetos al altépetl de Azcapotzalco. La migración concluyó cuando fundaron su ciudad en un islote cercano a la ribera occidental del lago. Las excavaciones arqueológicas apuntan a que el islote de México estuvo habitado desde antes del siglo XIV y que la fundación de Tenochtitlan pudo ser posterior a la de México-Tlatelolco, su "gemela" del norte. México-Tenochtitlan se convirtió en un altépetl independiente tras el establecimiento de una alianza con Texcoco y Tlacopan que derrotó a Azcapotzalco.
La capital de los mexicas se convirtió en una de las mayores ciudades de su época en todo el mundo y fue la cabeza de un poderoso Estado multiétnico que dominó una gran parte de Mesoamérica. El florecimiento de la ciudad se realizó a costa del tributo pagado por los pueblos sometidos a su poder. Por ello, cuando los españoles llegaron a Mesoamérica, numerosas naciones indígenas se aliaron con ellos con el objetivo de poner fin a la dominación tenochca. Cuauhtémoc —último tlatoani de México-Tenochtitlan— encabezó la resistencia de la ciudad, que cayó el 13 de agosto de 1521, a manos de los españoles y sus aliados indígenas, todos bajo el mando de Hernán Cortés.

## Toponimia

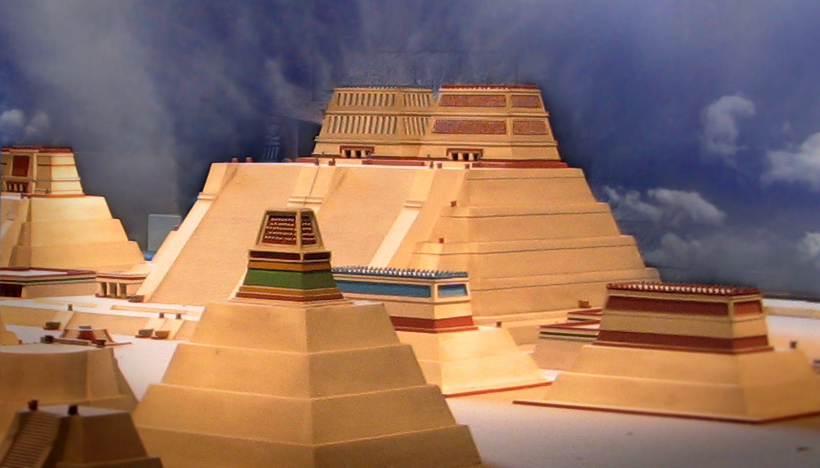
Maqueta del Templo Mayor, centro ceremonial, religioso y civil de México-Tenochtitlan.

El nombre de la capital de los mexicas está compuesto por dos topónimos, cuyo significado ha sido objeto de numerosas interpretaciones. La escritura del nombre varía también, dependiendo de la fuente y la época. En muchas publicaciones la ciudad es llamada simplemente Tenochtitlan, en otras Gran Tenochtitlan, algunas acentúan este topónimo (Tenochtitlán). Cortés escribía Temixtitán, y entre otras formas de escribir el nombre se encuentran Tenuchtitlán, Tenustitlán y Theonustitlán. No existe consenso sobre el significado del nombre indígena, aunque algunas son muy populares tanto en la cultura popular como en los medios académicos. 

### México
México es la castellanización de una voz náhuatl. Es el nombre del país en el que se encuentra actualmente la antigua Tenochtitlan, así como de la Ciudad de México y el estado de México, que debe su nombre a la ciudad, aunque esta ya no forme parte de su territorio. En las fuentes escritas de la época colonial donde aparece por primera vez el topónimo, el diccionario de Alonso Molina y la evidencia filogenética permite conocer que la pronunciación del topónimo en el siglo XVI era Mēxihco [meː.ˈʃiʔ.ko].
Bernardino de Sahagún, en su obra de documentación de la cultura náhuatl ciertamente aclara que deriva de Me(-tl) 'maguey', y de cih(-tli) 'liebre', nombre del caudillo que los guio, por lo que el nombre de la ciudad significa Lugar de Mecih(tli). Otros autores, como Francisco Javier Clavijero, Cecilio Robelo, Luis Cabrera Lobato y Rémi Simeón aceptan la variación del vocablo de Mecihtli a Mexihtli, aceptando también la información que dice que este nombre es un alternativo para nombrar a Huitzilopochtli, de esta manera México sería el Lugar de Mexihtli, en referencia a su dios tutelar.
Por su parte, Alfonso Caso escribió, en algunas páginas acerca de la fundación de Tenochtitlan, que "los aztecas arribaron al lago de la Luna, donde al centro del mismo (Anepantla) había una isla cuyo nombre era México, de Metz(tli), luna; xīc(tli), centro, ombligo; y -co, locativo: 'En el centro del lago de la Luna'. Gutierre Tibón hace referencia a un pasaje del ensayo de Alfonso Caso "El águila y el nopal":

«Tenochtitlan es la ciudad fundada en el centro de Metztliapan, que recuerda a otro lago que circundaba a la isla de Aztlán (...) la isla llamada México se encontraba allí (...) de Metztli (luna), xictli (ombligo, centro) y co (lugar), dando en su composición 'En el centro de la luna', entonces 'El centro del lago de la luna' era el nombre del gran lago de México».
(Las cursivas no aparecen en el original.)

Sin embargo, esta propuesta de explicación presenta varias dificultades desde el punto de vista etimológico. Ya que Mēxihco no parece regularmente derivable de los vocablos mētz-tli 'luna', xīc-tli 'ombligo, centro', y el morfema locativo -co 'en, el lugar de', porque las cantidades vocálicas de las vocales largas y breves no coinciden, además de que presenta evoluciones anómalas de las consonantes que cierran la sílaba: ni la cantidad vocálica de la /ī/ (vocal larga) de xīc- 'ombligo' es la misma que en Mēxihco (vocal breve), ni el saltillo -h que precede al locativo -co, además la derivación presenta una caída irregular del grupo -tz- en mētz-.

### Tenochtitlan
Tenochtitlan (lugar de Ténoch, "tuna de piedra"), se fundó en una isla en el lago de Texcoco en 1325, cuando los antepasados y de los mexicas vieron un águila posada sobre un nopal, siendo este el origen del escudo nacional de México. El nombre original de la ciudad fue Cuauhmixtitlan ("lugar del águila entre las nubes", en náhuatl). Fue renombrada por Acamapichtli en 1376 como homenaje a Ténoch.
La tradición legendaria de los nahuas explica que estos pueblos hicieron una peregrinación desde su lugar de origen, llamado Aztlan hasta lo que más tarde sería Tenochtitlan, y que esta peregrinación de los nahuas-aztecas duró alrededor de 260 años (1064-1065 a 1325), hasta encontrar el lugar deseado. Según a sus leyendas su dios Huitzilopochtli (Colibrí Izquierdo), les había prometido que encontrarían un lago con un islote, en el cual habría una roca y sobre la roca un nopal y, sobre el nopal un águila con alas extendidas y reconociendo al sol y la luna
Finalmente los mexicas encontraron el sitio indicado en algún lugar del lago de Texcoco y allí fundaron su ciudad. Tal isla se encontraba en donde hoy se asienta el centro de Ciudad de México. De acuerdo con algunas de las crónicas, estos sucesos pudieron ocurrir el día 18 de julio de 1327 según Gongora, en el año 1318 en los Anales de Cuauhtitlán, del año 1314 al 1332 en el códice Vaticano, y el 20 de junio del año 2 calli o 1325 de acuerdo con los Anales de Tlatelolco; esta última siendo la fecha más probable. Más tarde los mexicas edificaron en el lugar sus templos.

## Historia

### Fundación

#### Historia de la fundación de Tenochtitlan

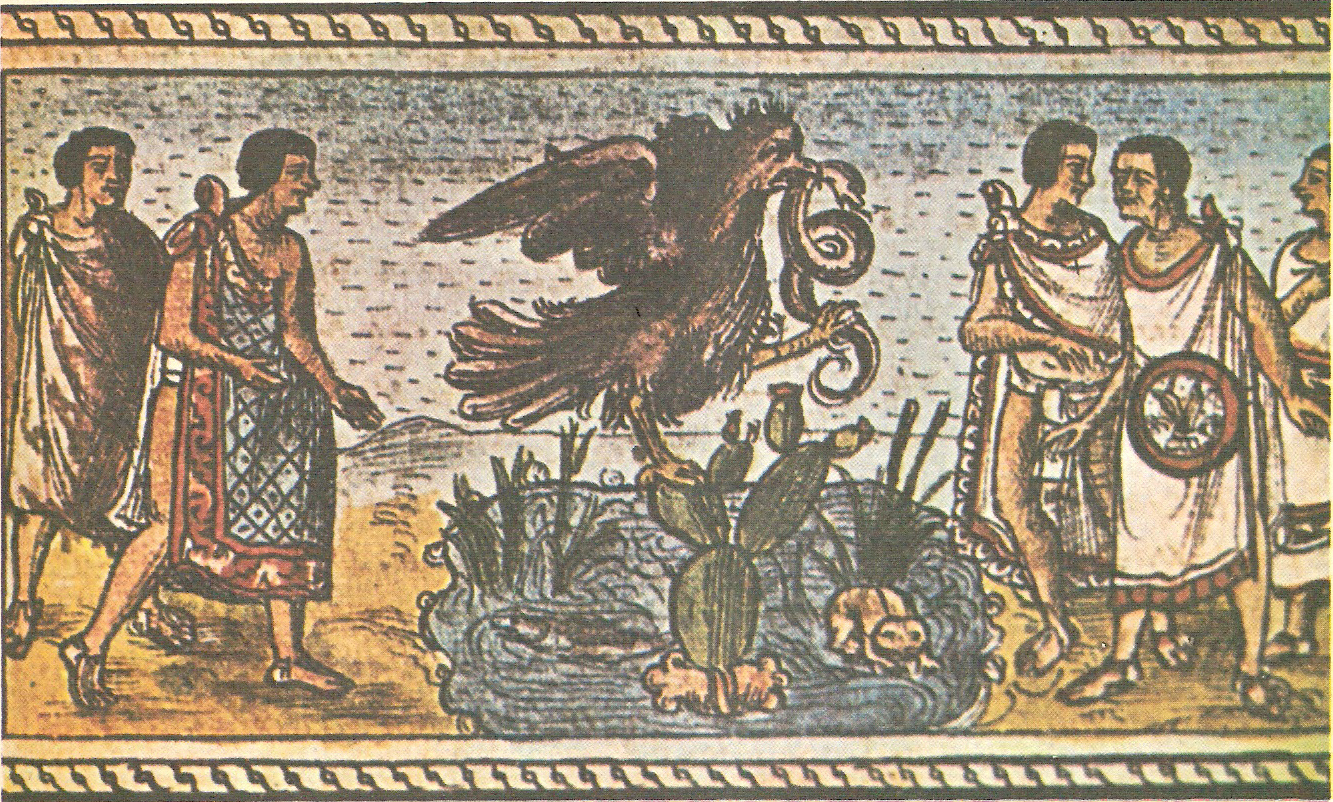
Fundación de México-Tenochtitlan. Códice Durán,

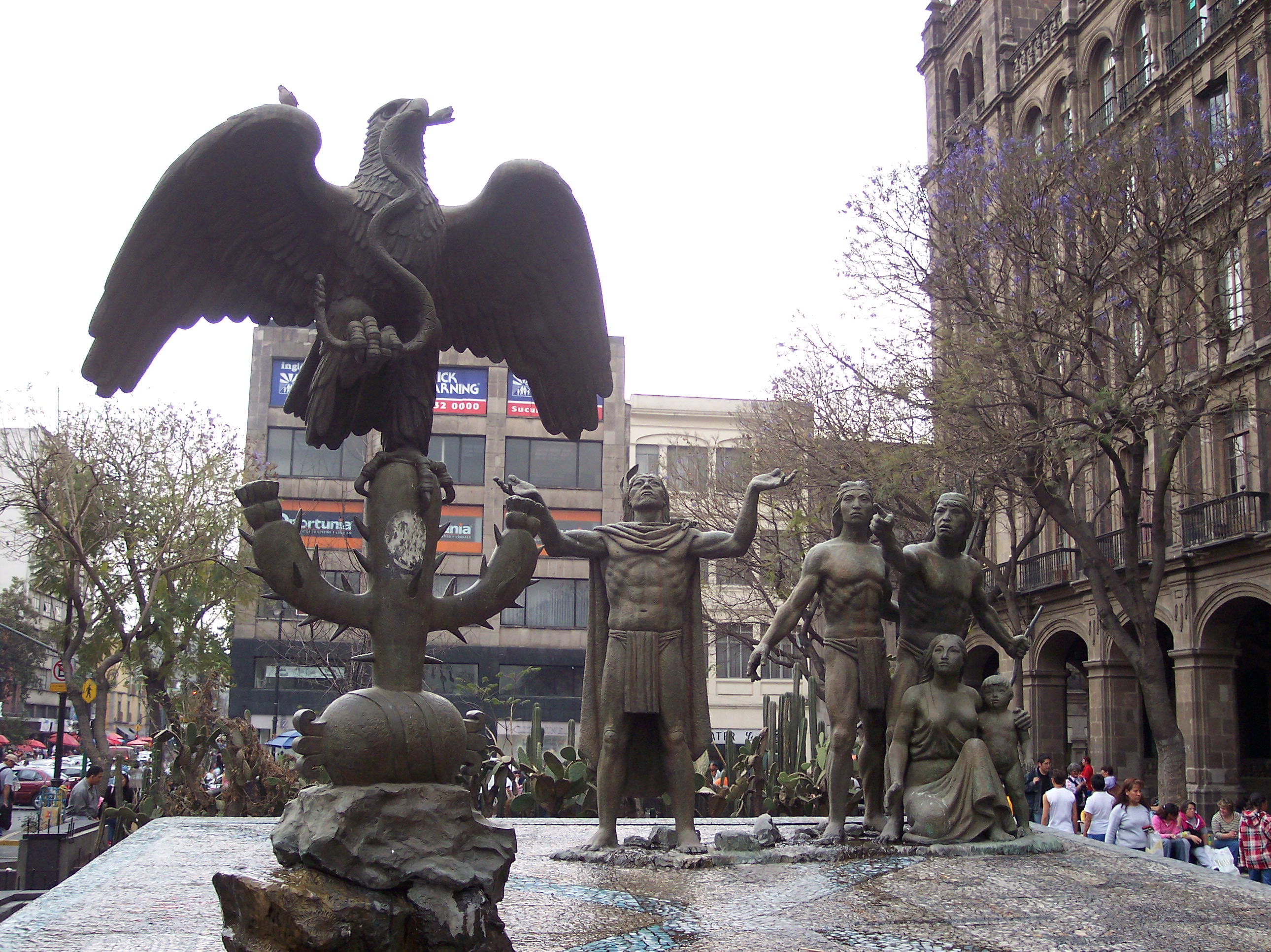
Escultura conmemorativa de la fundación de México-Tenochtitlan, a un costado del edificio del Ayuntamiento de la Ciudad de México.

Luego de la conquista de México-Tenochtitlan, algunos frailes tuvieron interés en conocer la vida antigua de la ciudad. Gracias a esta curiosidad se dispone de documentos que permiten acercarse a los relatos de los indígenas. Algunos de estos documentos, más tardíos, fueron elaborados directamente por los descendientes de la nobleza indígena. Todas estas fuentes indican que los mexicas eran originarios de Aztlán, sitio cuya ubicación precisa y existencia real se debaten. De acuerdo con la Crónica Mexicáyotl, en Aztlán los futuros mexicas eran esclavos de los mexicas y llevaban este nombre. Cuando Huitzilopochtli manifestó a su pueblo el imperativo de que marcharan hacia nuevas tierras, también les ordenó que dejaran de llamarse aztecas porque a partir de ese momento serían todos mexicas. Este episodio también es recreado por el Códice Aubin y el Códice Durán. La Tira de la Peregrinación señala que Aztlán estaba ubicado en una isla donde había seis calpulli y un gran templo, probablemente dedicado a Mixcóatl. En la Tira, Huitzilopochtli solo aparece después que los mexicas llegaron a Teoculhuacan en el año 1-pedernal. De ahí partieron ocho calpulli encabezados por cuatro teomamaque ("cargadores de los dioses del sueño"); uno de ellos, identificado como Tezcacóatl, cargaba el bulto de Huitzilopochtli.
Los Anales de Tlatelolco menciona el día "4 Cuauhtli" (águila) del año "1-Tecpatl" (1064-1065) como la salida definitiva del territorio de Aztlan-Colhuacan y correlacionado al 4 de enero de 1065, día del Perihelio.
Según la mitología mexica Huitzilopochtli les ordenó que solo fundarían su reino donde estuviera "un águila posada sobre un nopal devorando una serpiente". Siguiendo este designio, los mexicas deambularon por varios lugares, siempre en busca del portento que indicara cuál era la tierra prometida por su dios. De acuerdo con la Tira de la Peregrinación, la gente de Cuitláhuac se separó del resto de los calpulli cuando aún estaban en migración. Más tarde, los mexicas llegaron a la región de Tollan-Xicocotitlan, donde Huitzilopochtli les ordenó que desviaran el cauce de un río para crear una laguna en torno de un cerro. El placer de vivir en esa tierra casi llevó a los mexicas a olvidar que su dios les había prometido otra tierra, y viendo esto, Huitzilopochtli les hizo salir de ese sitio y continuar la migración. Llegaron entonces al valle de México y pasaron por varios pueblos, hasta que se asentaron en territorio de los tepanecas de Azcapotzalco, a quienes les sirvieron como guerreros mercenarios. Finalmente, encontraron el sitio señalado por Huitzilopochtli en un islote del lago de Texcoco. En la Crónica Mexicáyotl, Tezozómoc dice que cuando hallaron el lugar, el sacerdote Cuauhtlequetzqui dijo las siguientes palabras:

Id y ved un nopal salvaje: y allí tranquila veréis un águila que está enhiesta. Allí come, allí se peina las plumas, y con eso quedará contento vuestro corazón: ¡allí está el corazón de Copil que tú fuiste a arrojar allá donde el agua hace giros y más giros! Pero allí donde vino a caer, y habéis visto entre los peñascos, en aquella cueva entre cañas y juncias, ¡del corazón de Cópil ha brotado ese nopal salvaje! ¡Y allí estaremos y allí reinaremos: allí esperaremos y daremos encuentro a toda clase de gentes!
Nuestro pechos, nuestra cabeza, nuestras flechas, nuestros escudos, allí les haremos ver: a todos los que nos rodean allí los conquistaremos! Aquí estará perdurable nuestra ciudad de Tenochtitlan! El sitio donde el águila grazna, en donde abre las alas; el sitio donde ella come y en donde vuelan los peces, donde las serpientes van haciendo ruedos y silban! ¡Ese será México-Tenochtitlan, y muchas cosas han de suceder!

La leyenda fundacional presenta numerosas variantes, y varias fechas, según Leonardo López Luján aparecen 1318, 1322, 1324, 1325, 1364 y 1366. La del año "2 calli" (Casa), 1325 del calendario occidental es la más repetida. Los Anales de Tlateloco mencionan el día de su fundación: día con signo "1-Cipactli" (Cocodrilo) correlacionado con el 20 de junio y con el comienzo del solsticio de verano.

#### Evidencia arqueológica
La mayor parte de las fuentes históricas señalan que la fundación de Tenochtitlan ocurrió en el año 1325. Esta fecha corresponde a la que declararon los propios indígenas en los años siguientes a la caída de Tenochtitlán. Los estudios arqueoastronómicos indican que en ese año también ocurrió un eclipse lunar, suceso astronómico que pudo ser tomado por los mexicas como un marcador mítico que pudiera legitimar la supuesta relación entre los toltecas y los tenochcas. Las exploraciones arqueológicas que se han llevado a cabo en el antiguo recinto del Templo Mayor tenochca, cuyo descubrimiento fue en 1978 y las primeras exploraciones fueron hechas por el arqueólogo Manuel Gamio, han permitido recuperar piezas de cerámica anteriores al siglo XIII, lo que demuestra que el islote de México (conocido como «Isla de los perros») estuvo ocupado antes de la fecha indicada para la fundación de Tenochtitlan.

En entredicho está también la primacía de México-Tenochtitlan sobre México-Tlatelolco. Las fuentes indican que la ciudad gemela de Tenochtitlán fue fundada 13 años más tarde, es decir, en 1337. Sin embargo, en el año 2007 se descubrió en la zona arqueológica de Tlatelolco una estructura que pudo ser erigida entre los siglos XI y XII. Esto podría indicar que la fundación de México-Tlatelolco fue anterior a la de México-Tenochtitlan.

### Consolidación

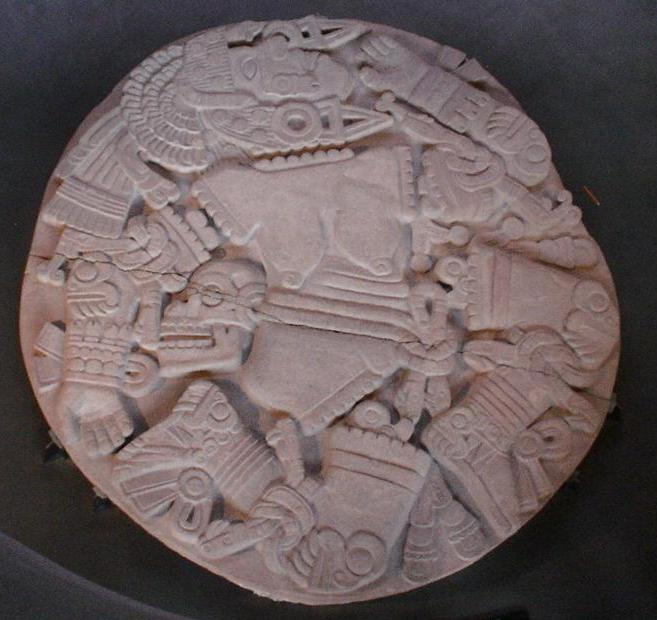
La Coyolxauhqui.

Tras el asentamiento de los mexicas en el islote (que pertenecía al pueblo de Azcapotzalco) solicitaron al gobierno de Culhuacán, un altépetl vecino de filiación culhua que mandara a Tenochtitlan un miembro de su clase real para que dirigiera a los mexicas. Culhuacán accedió y envió a Acamapichtli, quien se convirtió en el primer tlatoani, hacia 1376. Sin embargo, los mexicas todavía estaban parcialmente sometidos a Azcapotzalco y a su rey, Tezozómoc. Las condiciones de establecimiento fueron duras y costosas para los mexicas, quienes aprovecharon los recursos lacustres en su beneficio (fauna y flora).
Itzcóatl es considerado el primer tlatoani de Tenochtitlan. Desde su independencia, los mexicas comenzaron procesos que los llevarían a engrandecer su ciudad. Entre ellos estuvo la formación de la Triple Alianza con Texcoco y Tlacopan, las guerras floridas y la conquista de los pueblos cercanos. Moctezuma Ilhuicamina el Grande, convirtió este poder en un imperio, al alcanzar sus conquistas Puebla, Guerrero, Hidalgo, Oaxaca y parte de Veracruz. Las conquistas se reanudaron a partir de 1486, cuando Ahuízotl extendió el imperio por el centro y sur del México actual. Hacia 1500, ya tras el descubrimiento de América, los mexicas eran el pueblo más poderoso de Mesoamérica y Tenochtitlan una ciudad comparable con las más importantes del mundo.

### La ciudad a principios del sigloXVI

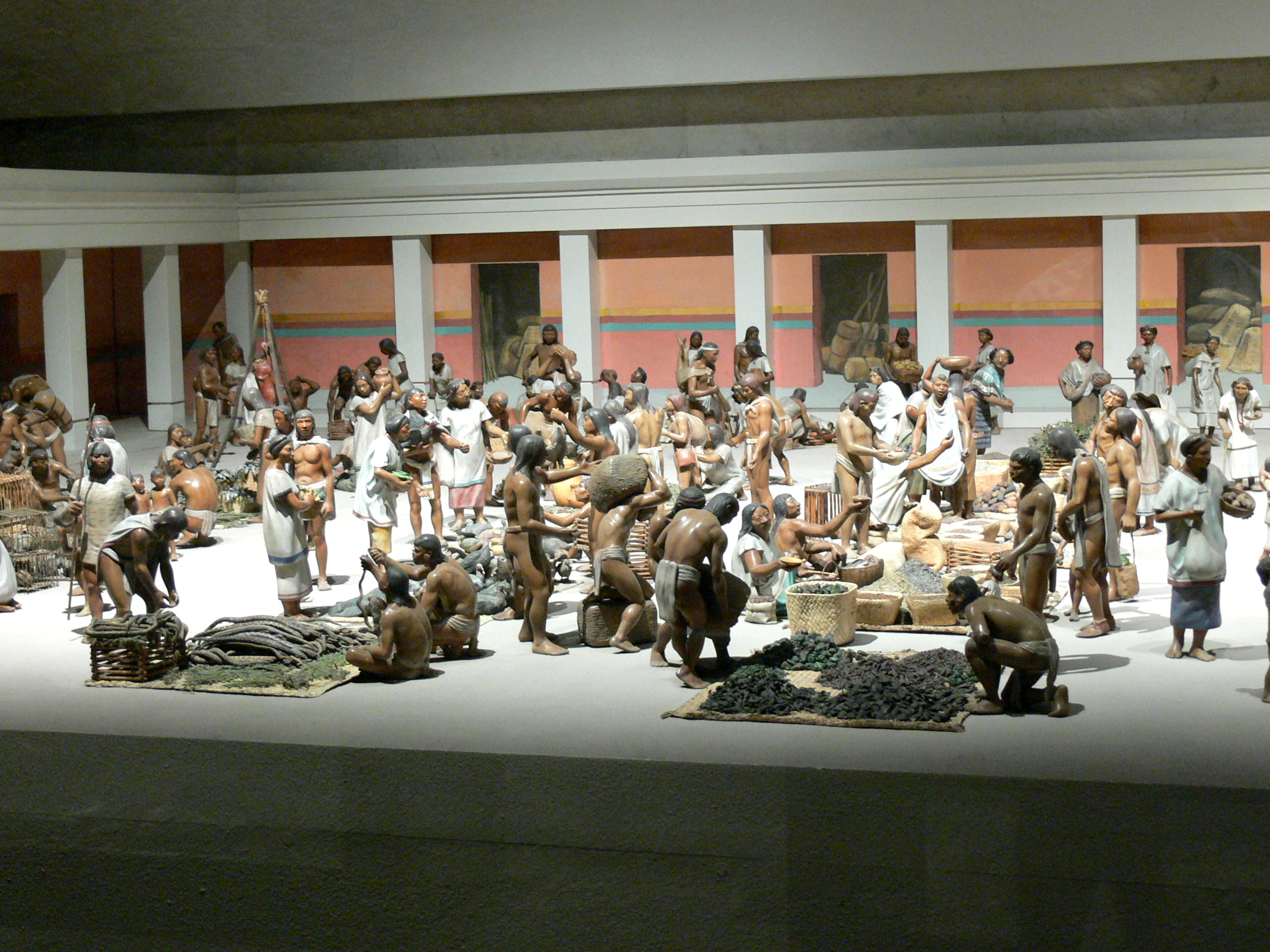
Reconstrucción del Mercado de Tlatelolco, Museo Nacional de Antropología.

El asombro español expresado por los cronistas que conocieron la ciudad en el siglo XVI narra el concierto y el tamaño de la capital mexica y el grado organizativo de sus funciones sociales. Muchos de los soldados de Cortés no conocían hasta entonces una ciudad tan grande. Un vistazo a Tenochtitlan pudo haber mostrado un sinnúmero de canoas (unas 60 000 un día de actividad normal) yendo y viniendo desde el centro hasta las márgenes de los lagos y una ciudad con cerca de cincuenta grandes edificios que destacaban por encima de las casas que por lo general eran de un solo piso.
Tenochtitlan estaba cruzada de lado a lado por tres amplias y largas calzadas, que se extendían hasta tierra firme: al norte la que iba a Tepeyacac y que iniciaba en la puerta Cuauhquihuac; al poniente la que iba a Tlacopan (por donde huyeron expulsadas las tropas de Cortés) y que iniciaba fuera del islote en el puente conocido como Chichimecapan (aproximadamente en el cruce de las actuales calles de Hidalgo y paseo de la Reforma); la calzada al sur que iba a Ixtapalapa y que atravesaba la puerta Tepantzinco que la dividía del Templo Mayor, dos acequias, los acueductos de Ahuízotl y Acuecuezcatl a la altura de Acatlán (cerca de la ermita de San Antonio Abad) y salía al lago en Tlamacoyan. Al oriente no existía calzada ya que el límite era el Embarcadero Texcoco, que comunicaba a dicha ciudad con la ribera oriente. Paralelos a estos canales siempre había una amplia calle.
Los canales se usaban para el transporte con barcas hechas de totora. Había barcazas para la recolección de desperdicios y otras para la recolección de excremento, que era utilizado como abono en las chinampas. Alrededor de 1000 personas estaban encargadas de la limpieza de las calles. Bernal Díaz del Castillo comenta su sorpresa al encontrar letrinas en las casas particulares, en el mercado público y en los caminos. Los canales se cruzaban por puentes de madera que de noche eran retirados, como forma reguladora de las corrientes del lago y como estrategia militar.
A pesar de que el lago de Texcoco era salado, la ciudad estaba rodeada de agua dulce gracias a los diques construidos por los mexicas y que permitían concentrar ahí el agua que desembocaba de los ríos que alimentaban al lago. La ciudad contaba con dos acueductos que tenían dos canales, que Bernal describe como "del ancho de un buey". Esto permitía mantener un canal en operación en tanto se le daba mantenimiento al otro. Esta agua era principalmente usada para lavado y aseo, los mexicas acostumbraban a tomar dos baños al día, y se reporta que Moctezuma II tomaba cuatro. Usaban la raíz de coplaxócotl (Saponaria Americana) como jabón, y la raíz de metl para el lavado de la ropa.
La simetría de la ciudad era mantenida por medio de un funcionario llamado calmimilócatl, que debía supervisar cualquier construcción y evitar que se invadieran las calles y canales, que eran previamente construidos.
La organización social y económica de los pueblos de la época era en altépetl, los cuales tenían en los calpullis (barrios) su base local. Los cuatro calpullis principales de Tenochtitlan fueron al noroeste Cuepopan (actual colonia Guerrero), al noreste Atzacualco (actual La Romita), al suroeste Moyotla (actual avenida 16 de septiembre) y al sureste Zoquiapan (actual barrio de Temazcaltitlán) y a partir de 1473, al norte Tlatelolco. Cada uno de los calpullis tenía una personalidad, pues usualmente los artesanos y artistas se agrupaban en algún calpulli y competían contra los de otros calpullis. En el caso de las festividades, cada calpulli trataba de superar a los otros. Actualmente, en la zona sur de Ciudad de México aún se les llama calpullis a las organizaciones generadas en torno a las iglesias católicas, y en las fiestas populares aún compiten entre ellas.
Además, cada calpulli tenía asignada una zona de tierra cultivable; los habitantes de un calpulli se repartían el trabajo de sembrar y cosechar esas tierras. Esto tendía a estrechar más los lazos entre los vecinos de un calpulli. Esta forma de posesión comunal de la tierra persiste en algunos pueblos del México moderno, aunque en general es considerada subversiva por el gobierno. Desde la invasión, durante siglos los campesinos han tenido que luchar para poder mantener esas tierras comunales y que no les fueran arrebatadas por los terratenientes.
Generalmente, cada calpulli tenía su propio tianquiztli (en español mercado o propiamente tianguis), además del mercado del calpulli existía un mercado principal en Tlatelolco. De acuerdo con Fray Bernardino de Sahagún había un aproximado de 20 000 personas durante días comunes y 40 000 en los días de fiesta, de entre los cuales había grupos de inmigrantes viviendo de manera permanente en la ciudad, algunos de ellos eran artesanos de importancia como los lapidarios xochimilcas que menciona Torquemada, además de los refugiados de Huejotzingo, dándole un carácter multiétnico a la ciudad[cita requerida].
Respecto al Mercado de Tlatelolco el propio Cortés llegó a expresar:

Tiene esta ciudad muchas plazas donde hay continuo mercado y trato de comprar y vender. Tiene otra plaza grande como dos veces la ciudad de Salamanca, toda cercada de portales alrededor; donde hay cotidianamente arriba de sesenta mil animas comprando y vendiendo; donde hay todos los géneros de mercadurías que en todas las tierras se hallan, así de mantenimientos como de vitualla, joyas de oro y de plata, de plomo, de latón, de cobre, de estaño, de piedras, de huesos, de conchas, de caracoles y de plumas.

Véndese cal, piedra labrada y por labrar, adobes, ladrillos, madera labrada y por labrar de diversas maneras. Hay calle de caza donde venden todos los linajes de aves que hay en la tierra, así como gallinas, perdices, codornices, lavancos, dorales, tórtolas, palomas, pajaritos en cañuela, papagayos, águilas, halcones, gavilanes y cernícalos; y de algunas de estas aves de rapiña, venden los cueros con su pluma y cabezas y picos y uñas.

Finalmente, que en los dichos mercados se venden todas cuantas cosas se hallan en toda la tierra, que de más de las que he dicho son tantas y de tantas calidades, que por la prolijidad y por no me ocurrir tantas a la memoria, y por aún no saber poner los nombres, no las expreso. Cada género de mercaduría se vende en su calle, sin que entremetan otra mercaduría ninguna, y en esto tienen mucha orden.

### Caída

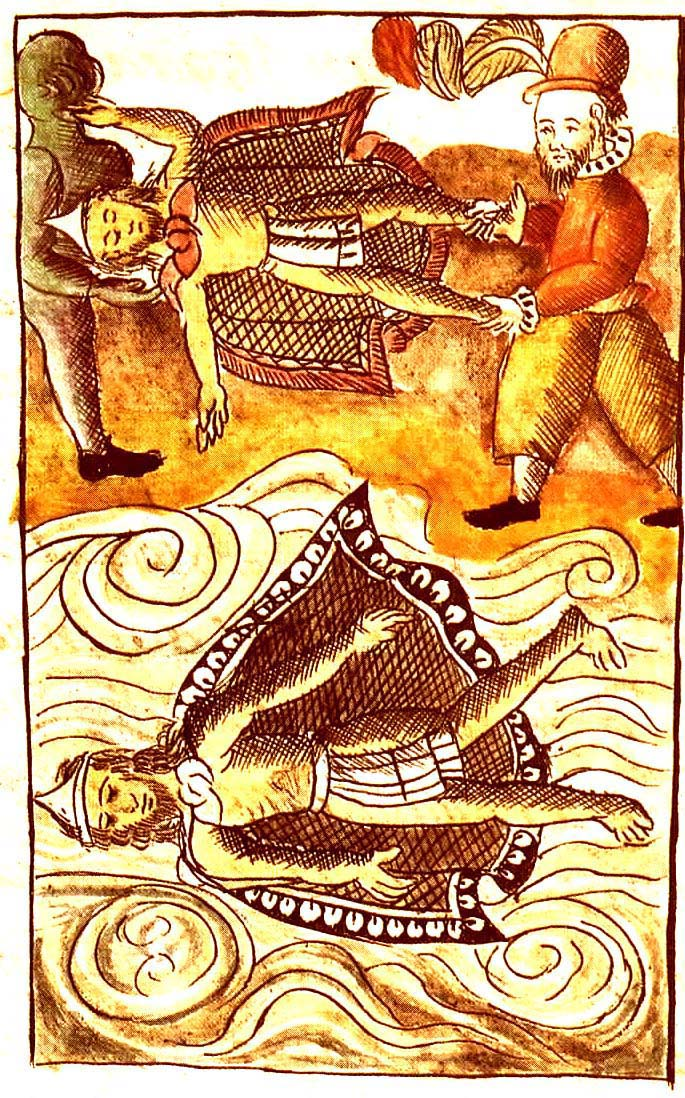
Los conquistadores españoles deshaciéndose del cuerpo de Moctezuma, miniatura del Códice Florentino, siglo.

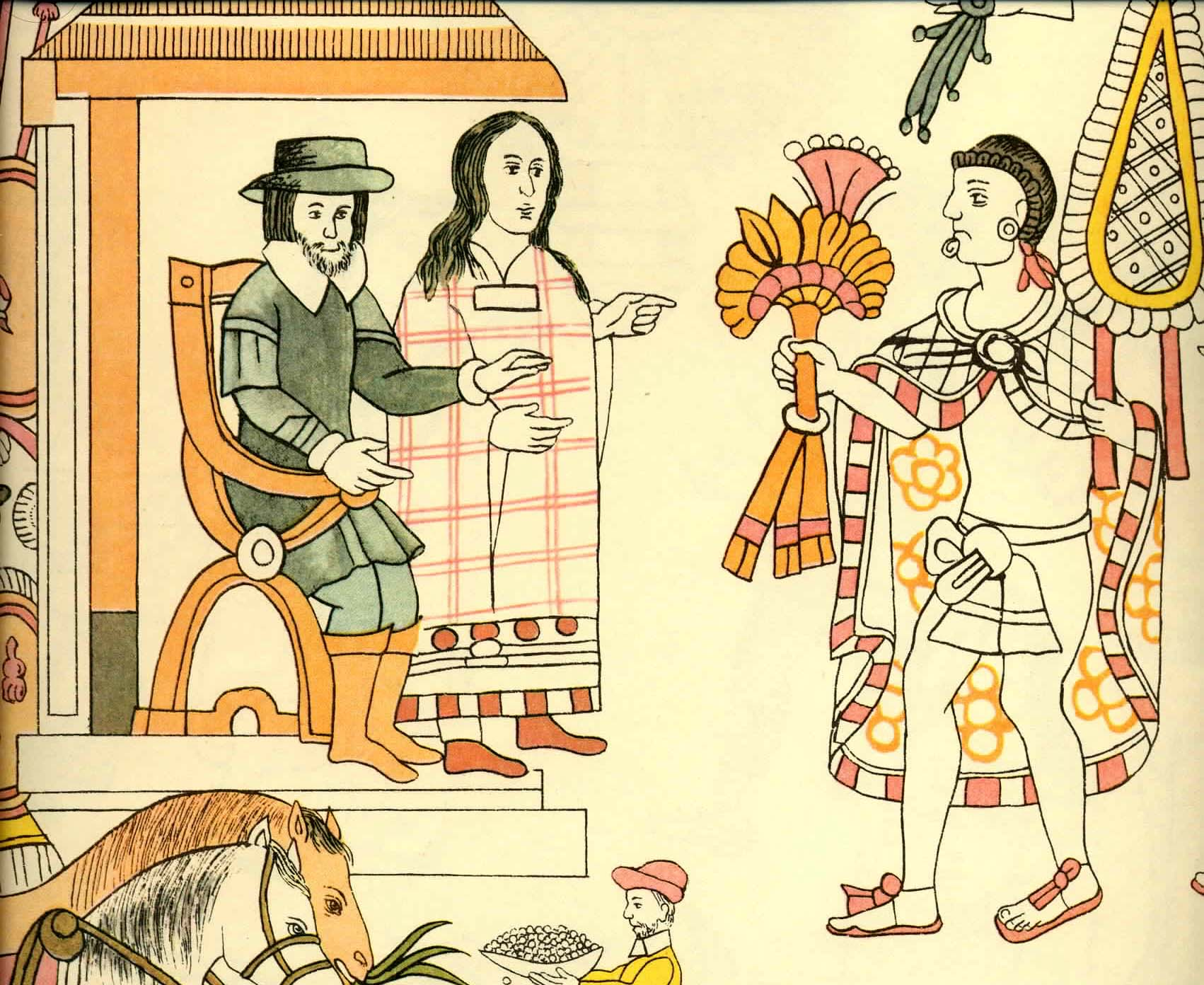
Lámina del Lienzo de Tlaxcala. Malintzin sirvió de intérprete a Hernán Cortés ante los indígenas, ya que hablaba maya y náhuatl.

Hacia 1502, los mexicas se habían consolidado como el pueblo más fuerte de Mesoamérica. Solo algunos pueblos, como los yopes, los totonacas, los tlaxcaltecas y los purépechas, se negaron a ser sometidos. En ese mismo año murió el tlatoani Ahuízotl, durante las inundaciones de aquel año. Moctezuma Xocoyotzin le sucedió en el cargo. Mientras tanto, Cristóbal Colón había llegado a América hacía once años, y en Europa, principalmente en España y Portugal, ya se preparaban expediciones con el fin de conquistar los nuevos territorios.
El 8 de noviembre de 1519, Cortés llegó a Tenochtitlan, siendo recibido triunfalmente por Moctezuma en la calzada de Tlalpan. Este creía que se trataba del dios Quetzalcóatl quien, según la leyenda, regresaría un día por el oriente. Moctezuma hospedó a Cortés en el Palacio de Axayácatl y pronto este capturó a Moctezuma, que no opuso resistencia. Mientras tanto, en Cuba, Diego Velázquez intentaba recuperar el control de las tropas, pues sospechaba que Cortés planeaba insubordinarse y como precaución envió una expedición comandada por Pánfilo de Narváez a Veracruz. Cuando Cortés se enteró de lo ocurrido se dirigió a Cempoala con algunos soldados para enfrentarlo, mientras tanto, dejó al mando de la guarnición a Pedro de Alvarado. Cerca de Zempoala, Cortés tuvo un violento enfrentamiento con Narváez, quien resultó herido. Cortés logró convencer a los soldados recién llegados de que se uniesen a él para fortalecer el ejército español. Entre los hombres de Narváez venía un esclavo negro que había contraído la viruela, enfermedad desconocida en Mesoamérica que se propagó rápidamente entre los indígenas y causó una enorme mortandad.
Mientras tanto, en la capital mexica, los habitantes preparaban una importante festividad a los dioses Tezcatlipoca y Huitzilopochtli. Pedro de Alvarado dio órdenes a sus soldados de atacar a los indígenas durante la fiesta. Aunque para muchos resultan poco comprensibles las razones de la orden de Alvarado, algunos la explican argumentando que pudo haber confundido los preparativos para la fiesta religiosa indígena pensando que tal vez eran movimientos para tenderles una trampa.
Tras el regreso de Cortés, el pueblo estaba furioso por los excesos de Alvarado, y Cortés, tras reprenderle, mandó llamar a Moctezuma para que calmara a la gente, pero el pueblo respondió apedreándole, heridas que le causaron la muerte poco después, en junio de 1520.
Entonces Cuitláhuac fue elegido tlatoani y de inmediato organizó al ejército para echar fuera a los españoles. El 30 de junio de 1520, los mexicas tomaron por sorpresa a los españoles, que intentaban huir de Tenochtitlan y los derrotaron en uno de los puentes de la ciudad, causándoles severas bajas, y pérdidas importantes de objetos de oro que habían acumulado. A este episodio, ocurrido el 30 de junio de 1520, se le conoce como la Noche Triste, debido a que, según cuenta la leyenda, Cortés lloró al pie de un ahuehuete.
Los españoles de inmediato comenzaron a reforzar su tropas, con ayuda de los tlaxcaltecas y otros pueblos aliados. En mayo de 1521, comenzó el sitio de Tenochtitlán. Mientras tanto, Cuitlahuác murió de viruela en noviembre de 1520, y fue sucedido por Cuauhtémoc. El asedio se prolongó, los españoles con la ayuda de sus aliados indígenas poco a poco fueron tomando la ciudad, cortaron el agua y obligaron a los mexicas a replegarse hasta que, finalmente, el 13 de agosto de 1521, cayó Tenochtitlán.
Tras su conquista, los españoles establecieron una ciudad de españoles sobre las ruinas de la extinta capital mexica. Fue elegida por Cortés como la sede del gobierno virreinal a pesar de la opinión contraria de su círculo cercano.

## Economía y sociedad
La economía mexica estaba basada en los tributos que los pueblos dominados estaban obligados a pagar. Otro punto importante de la economía radicaba en el comercio, actividad que los mexicas realizaron con base en el trueque, y en la que utilizaron como moneda el grano de cacao y las habichuelas. Esta clase de comercio favorecía el intercambio de productos.
Los mexicas introdujeron en su legislación el concepto de propiedad comunal, que era un pedazo de terreno entregado a cada uno de los miembros del calpulli, llamados macehuales quienes, a diferencia de los nobles, poseían solo las tierras indispensables para sobrevivir.
Estas tierras podían rentarse, pero los productos se repartían entre la comunidad arrendadora y los inquilinos. Las tierras de los nobles se heredaban, y no podían pasar a gente de otra clase social. Si una persona poseedora de una tierra moría sin descendencia, pasaba automáticamente al tlatoani. En general, las tierras de la ciudad se usaban para la manutención de la nobleza y los sacerdotes, y se dividían en:
1. Teopantlalli (de los sacerdotes)
2. Tlatocatlalli (gastos del palacio)
3. Tecpantlalli (mantenimiento de los criados del palacio)
4. Tecuchtlatoque (pago y servicios de los jueces)
5. Michmalli (servicio de guerreros y militares)
6. Yoatlalli (tierras del enemigo)

La estructura social mexica estaba caracterizada por su marcado clasismo. Las dos grandes divisiones sociales eran los pillis, es decir los nobles, los militares, los sacerdotes y los comerciantes más poderosos. Los "no privilegiados" eran los macehuales, los artesanos, los campesinos, los empleados de bajo nivel económico y esclavos.
Los alimentos más consumidos eran el maíz, el chile, el epazote, la calabaza y el chayote. Otros cultivos importantes eran el tabaco y el algodón.

### Educación
La educación estaba centrada en tres instituciones:
1. Calmécac: Escuela donde estudiaban los hijos de la clase alta, preparándolos para ser sacerdotes, militares o comerciantes, enseñados por sabios llamados tlamatinime, a base de una férrea disciplina corporal.
2. Telpochcalli: Ahí concurrían los hijos de los macehuales, la educación era menos preparada y se les enseñaban solo oficios.
3. Cuicacalco: Escuela dedicada al canto y al desarrollo musical.

### Recursos naturales
La cuenca de México era rica en recursos naturales explotados por los pueblos comarcanos. Los mexicas aprovisionaban la ciudad mediante una agricultura muy intensiva con cultivo en tierra firme, en chinampas (cultivos flotantes en pantanos y orillas de los islotes) y el aprovechamiento de la fauna ribereña (peces, aves, ajolotes, ranas, acociles, insectos, sal, algas, conejos, venados, garzas). El uso de la canoa era fundamental para el tejido de una red complicada que movía el sistema económico mediante el intercambio y la movilidad de los productos y los insumos necesarios para la agricultura como tierra especial para la elaboración de chinampas y fertilizantes naturales como el excremento humano.
También introdujo el recurso natural "la obsidiana" (roca volcánica formada por enfriamiento rápido de la lava, de color negro o verde muy oscuro, y estructura vítrea, constituida principalmente por sílice se usaba para la fabricación de adornos, joyería y algunas veces para la fabricación de las algunas armas de combate).

### Tecnología hidráulica

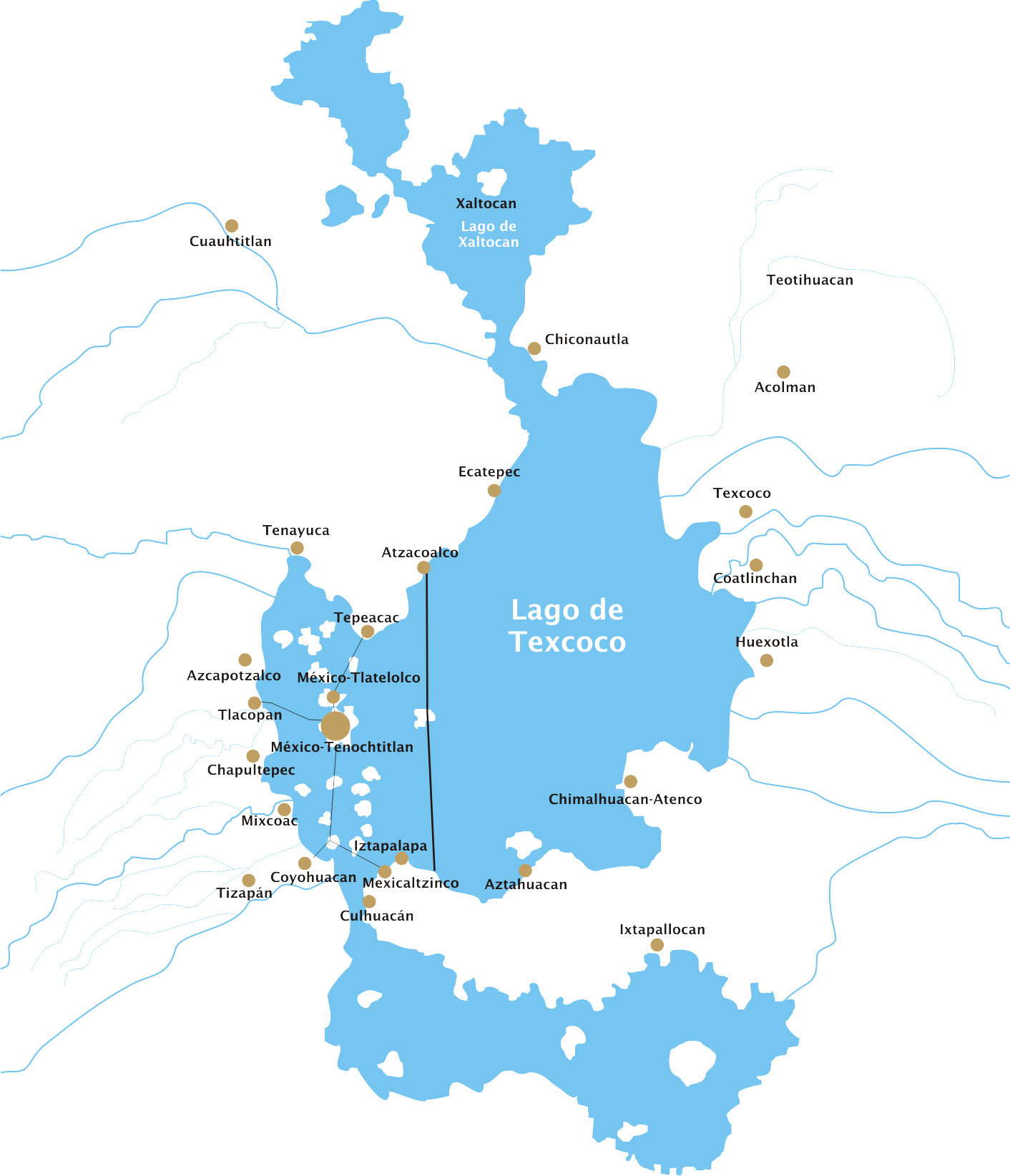
El sistema hidráulico a la llegada de los españoles.

El asentamiento en el entorno lacustre exigió sistemas hidráulicos para el aprovechamiento de los recursos naturales y la contención de las aguas para evitar que la ciudad se anegara con aguas salobres y se abasteciera de agua dulce, así como para cultivos y la propia circulación hacia lo interno y externo de la ciudad. Se hicieron necesarias entonces obras complejas de control y cultivo (así como de cómputo y conocimiento de ciclos y factores climáticos) que permitieron producir alimentos en volumen para una mega-urbe que desarrolló sistemas complejos agrícolas, base de su economía y subsistencia.
Los mexicas construyeron y cultivaron chinampas, parcelas superficiales sustentadas con pilotes y gruesas capas de tierra regadas con canales (acalotes) y por infiltración propia del lecho donde estaban asentadas. También idearon sistemas de riego mediante canales, presas (hechas con madera, piedra o lodo) diques, compuertas y depósitos pluviales.
Las aguas del lago representaron siempre un riesgo por las corrientes que en él se formaban (causantes actuales de las denominadas tolvaneras en la Ciudad de México, que corren de oriente a occidente casi sin ningún obstáculo) así como las características propias de un entorno lacustre. Las obras principales fueron los diques o albarradas, destacando el llamado albarradón de Nezahualcóyotl, ideado por este y construido en 1449 –luego de una enorme inundación– un muro de piedra y argamasa pensado en la contención y separación de las aguas salobres y dulces y que corría de sur a norte desde el embarcadero de Mexicaltzingo (actual cruce de La Viga y Ermita-Iztapalapa) en la margen de Iztapalapa hasta el Peñón de los Baños (cerca del actual aeropuerto) a lo largo de 16 kilómetros. Otro fue el de Ahuízotl, construido en 1499 y que protegía el islote en su parte este de las corrientes del Lago Texcoco en el embarcadero del mismo nombre. México-Tenochtitlan se inundó en 1382, 1449 y 1517.
Otra obra hidráulica importante fueron los acueductos, destacando el construido por Ahuizotl para abastecer de agua dulce desde el acuecuexcatl de Huitzilopochco (Churubusco) hasta el centro de Tenochtitlan por la calzada de Ixtapalapa y que fue un elemento central para la caída de Tenochtitlan en 1521 al conquistarlo Cortés y cortar el abasto de agua, así como el doble de Chapultepec (construido en 1465) que circulaba adyacente a la calzada Tlacopan, con dos canales que se usaba uno a la vez para dar mantenimiento al otro.

### Calzadas

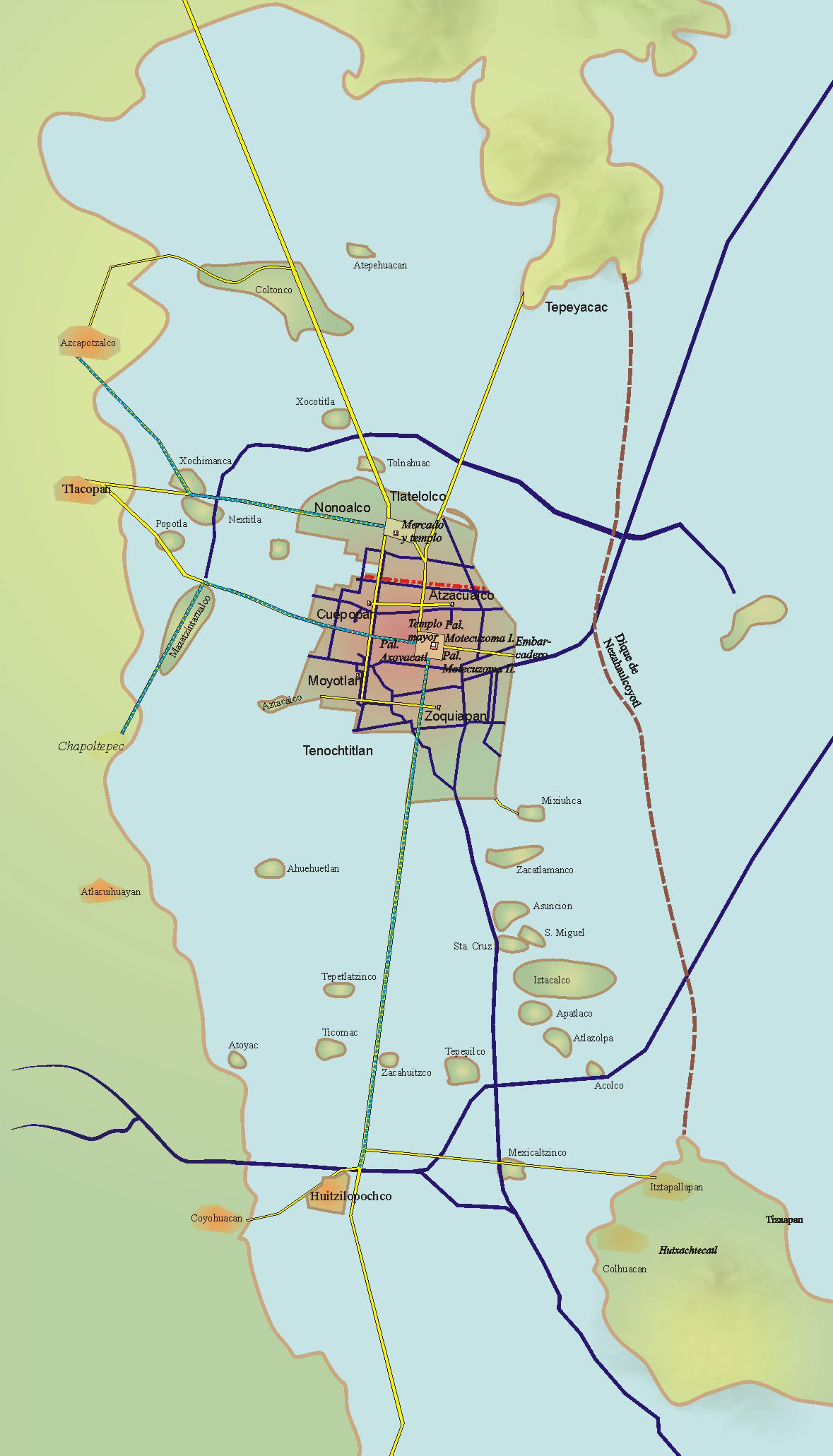
México-Tenochtitlan y sus calzadas (reconstitución de Hanns J. Prem).

Las calzadas fueron elevaciones artificiales de un ancho promedio de 15 m hechas con piedra, arcilla y argamasa y plantadas en el fondo del lago con pilotes de madera. Fueron tres las principales, diferenciándose las que corrían de norte a sur (Tepeyacac e Iztapalapa) y las de poniente-oriente (Tlacopan y Coyoacán), ya que eran con un mayor número de cortes seccionales en los que se instalaban puentes móviles de madera diurnos para una circulación sin problema de las aguas del lago, mientras que las primeras fueron más resistentes, pues eran esencialmente de piedra y pudieron fundirse como diques antes de la construcción del dique de Nezahualcóyotl, en 1449. Las calzadas principales fueron:
Calzada de Tepeyacac: Cruzaba de norte a sur desde el cerro del Tepeyacac hasta el islote de Nonoalco-Tlaltelolco, aproximadamente en las actuales calles de República de Argentina, Jesús Carranza y Calzada de los Misterios hasta el cerro Tepeyacac. Tuvo un ancho de 11 m y un espesor de 1,8 m y fue hecha de piedra.
Calzada de Tlacopan o Tacuba: Partía hacia el poniente hasta el templo mayor de Tlacopan (Tacuba) siguiendo el trazo aproximado de la actual Calzada México-Tacuba, partiendo del Canal de los Toltecas (en donde está erigida la iglesia de San Hipólito), avenida Hidalgo, puente de Alvarado, Ribera de San Cosme y México-Tacuba hasta la actual estación del Metro Tacuba, sitio aproximado donde se encuentra aún sepultados los restos del Templo Mayor de Tlacopan. Tuvo un ancho de 22 m y una bifurcación hacia la Calzada de Chapultepec hacia el surponiente en el islote de Mazatzintamalco y que terminaba en Chapultepec con una ancho de 12 m.
Calzada de Nonoalco: Conectaba a la ciudad de Tlatelolco con tierra firme siguiendo el trazo aproximado de las actuales avenidas Manuel González y Eulalia Guzmán. Se bifurcaba en el islote de Xochimanca hacia el norponiente y terminaba en San Miguel Amantla y Azcapotzalco. Fue hecha de arcilla y tenía un ancho de 15 m y un espesor de 1,6 m.
Calzada de Ixtapalapan: Partía del Templo Mayor hacia el sur, saliendo hacia el agua en San Antonio Abad y tocando tierra de nuevo en la actual Av. del Taller y siguiendo el trazo aproximado de la actual Calzada de Tlalpan bifurcándose hacia Huitzilopochco y Coyoacán. En esta se realizó el primer encuentro entre Hernán Cortés y Motecuhzoma Xocoyotzin. Fue hecha de piedra y arcilla terminada en talud con un espesor de 2,10 m y un ancho de 15.
Calzada de Tenayocan: Conectaba el islote de Tlaltelolco hasta Tenayocan en el norte. Tenía el trazo aproximado de la actual Calzada Vallejo.
Otras calzadas principales fueron: la que iba hacia el este y terminaba en el Embarcadero Texcoco en Tetamazolco (actuales calles de República de Guatemala y Miguel Negrete); las que comunicaban el Templo Mayor con el de Tlaltelolco (Bolivia-S. Allende e Isabel la Católica-República de Chile) y una que partía de la calzada de Tlacopan hasta la acequia de Tezontlale.
Fueron hechas primero clavando estacas de 5 m de largo por un diámetro de 1, a lo largo de la orilla de lo que sería la calzada, el ancho de las calzadas era de 15 m. Después de clavadas las estacas en un área se procedía a rellenar con piedras como el tezontle y el basalto y una mezcla de cal caliente, compactándolas y dando el aplanado final. Dándole a la calzada una gran resistencia, sus caminos eran sumamente rectos.
Se construían tramos rectangulares y con espacios entre sí para permitir el paso de las trajineras y canoas en los canales. Y entre los tramos de calzadas se colocaban plataformas de madera que eran elevadas en caso de que pasara una embarcación. Así al elevarse se convertía también en una defensa por el canal que cruzaba, pero además el puente se convertía en una barrera que protegía a los que estaban al otro lado de la plataforma.
Las torres que elevaban el puente estaban dispuestas siempre del lado de la ciudad para evitar que el enemigo las usara en contra suya.

### Calles
Las calles de Tenochtitlan (tlaxilacalli) fueron hechas con una especie de banqueta de tierra apisonada para el tránsito humano y en muchas de calles adyacentes iba un canal para el acceso de canoas. Se procuraba, según versiones de los cronistas, su terraplenado y apisonado constante así como su barrido y limpieza. Los excrementos eran recogidos por macehuales dedicados a ello, que posteriormente los vendían como fertilizante o bien se depositaban en letrinas privadas o públicas que se vaciaban en el lago. La orina se depositaba en vasijas para ser usada en el tratamiento textil. La basura se incineraba en enormes hogueras que servían para iluminar de noche las calles, una costumbre mexica que los españoles desecharon.

### Abastecimiento de agua
De los dos acueductos surtidos por los manantiales Acuecuexcatl, Zochcoatl y Tiliatl de Coyoacán y Churubusco, así como de los ubicados en el Templo Mayor y en Zoquiapan, se distribuía el agua mediante caños descubiertos (apantles) hacia fuentes públicas y casas de nobles. Ellos jamás fueron quienes contaban con el abasto de agua dulce por estos métodos, era abastecido mediante la compra a aguadores en canoa.

#### Diques
La construcción del Albarradón de Nezahualcóyotl es en honor a su constructor y aliado de la ciudad estado de Texcoco. El dique fue un trabajo de cestería que tuvo un grosor de 3,5 m de ancho y una altura desde el fondo del lago de 8 m. Fue construido entrelazando troncos de árboles, rocas impermeables y arena. El dique tenía compuertas para permitir el paso del agua y de las canoas. Si se elevaba el nivel del agua las compuertas eran cerradas para evitar una inundación, también tenía el dique el deber de evitar que se mezclaran las aguas saladas del lago de Texcoco, Xaltocan y Zumpango y otros pequeños lagos que había más al norte con los lagos de Xochimilco y Chalco
Este fue construido después de una gran lluvia que hubo y provocó que se elevara el nivel del agua inundando la ciudad de Tenochtitlán. Después de esto por órdenes del emperador Azteca se dio la orden de construir algo que evitara las inundaciones en la ciudad. La respuesta fue la construcción de este gran dique que tiene una longitud de 20 km.

#### Tecnología agraria
La ciudad de Tenochtitlan, con su propia producción de alimentos y carnes llegó a producir suficientes para el desarrollo de la urbe y su población, un factor decisivo en una civilización en ascenso al poder. Pero también producían alimentos de más para que sus ejércitos no sufrieran de hambre. Además de que supieron elegir las mejores variantes de especie para el clima y el terreno y si no mejoraban las ya existentes.
Terrazas
En algunos lugares en especial en la zona sur de la actual Ciudad de México se pueden apreciar terrazas que utilizaron los aztecas para no desaprovechar el relieve del terreno las construyeron y en estas cultivaban todo tipo de productos.
Chinampa
Las chinampas son campos que se construían sobre el agua, haciendo tierra nueva donde no la había. Con el crecimiento de la ciudad las chinampas se convertían en zonas habitacionales desplazando a los campos de cultivo, así que servían de mucho. Las chinampas fueron los mejores terrenos de cultivo jamás inventados, ya que la tierra podía producir en un año hasta 7 cosechas mientras que en otros lugares lo máximo que se podía era unas 5 cosechas al año. Las chinampas eran y son los lugares más fértiles del mundo debido al modo en que están construidas.
Protección de cultivos
Las técnicas que utilizaron los mexicas para proteger sus cultivos de la erosión por el efecto del aire y del agua consistió en que en los campos y en las chinampas se cultivaran árboles y en el caso específico de las chinampas ahuejotes. Los árboles protegerían la tierra de las corrientes de aire que hicieran polvaderas y por efecto empezaran a erosionar la tierra y llevarse los nutrientes de ellas y en las chinampas afianzaban la tierra de estas evitando que estas se erosionaran por el agua. También con el mismo propósito de proteger las tierras de la erosión se colocaban paredes de piedra sobre puesta.

#### Cimentación y construcción de grandes edificios y pirámides
Al principio cuando se establecieron los mexicas en el islote del lago de Texcoco se dieron cuenta de la dificultad que ofrecía el suelo, pues inmediatamente que empezaban a construir en el suelo del islote todo se hundía, así que desarrollaron un sistema de cimentación de los edificios.
Este consistía en que se cortarían estacas de 5 m por 10 cm de diámetro y se colocarían debajo de toda el área que sería el edificio, al final se dejaban una parte descubierta de la estaca que después sería cubierta con una mezcla de tezontle y una mezcla cementante.
Como las estacas se iban a un suelo un poco más firme daban mayor estabilidad y al colocarse la capa de mezcla de construcción y Tezontle daban una gran base de construcción y que funcionaría como un principio de flotación.
Algunos ejemplos de la cimentación se pueden observar en la zona arqueológica del Templo Mayor.

### Demografía
La población que llegó a albergar México-Tenochtitlan ha sido objeto de especulación. Alfonso Caso, por ejemplo, calculó una población de trescientos mil habitantes. A finales del siglo XIX, Morgan y Bandelier pensaban que Tenochtitlan era un centro semirrural, con edificaciones religiosas y administrativas rodeadas de pequeñas parcelas donde vivían la mayoría de la población, de modo que su población no pudo haber rebasado 50  000 personas. Entre las principales razones para su rechazo de cifras mayores sería el nivel de hacinamiento que se produciría sobre los dos pequeños islotes sobre los que estaba la urbe (a los que hay que agregar que un tercio del espacio en uno de los islotes estaba ocupado por el centro ceremonial) y los desafíos logísticos para dar hogar y alimentar a una gran población con los medios tecnológicos de que disponían los mexicas. Sin embargo, los estudios de ambos autores son actualmente muy cuestionados debido a los análisis hechos en las décadas recientes.
De acuerdo con los estudios del siglo XXI, el arqueólogo Eduardo Matos Moctezuma señala que la población de la ciudad podría haber sido de unos 200 000 habitantes. En 2002, Edward Calnek indicó la cifra de 175 000 habitantes durante su ponencia en el Museo Nacional de Antropología, la cual es cercana a la cifras estimadas de William Sanders, quien según el cálculo de la producción de las chinampas calculó de 175 000 a 200 000 habitantes.
Por su parte, Robert Carmack estimó en 100 000 sus residentes en un área de 7,5 km², con una densidad de más de 10 000 por km². La ciudad, como la describe Sanders se hallaba dividida perfectamente en zonas según su uso: complejos de templos, caminos, plazas y zonas de residencia lo que hacía posible para él tal densidad de población. Otro factor a considerar es el cultivo intensivo de chinampas que se dio en todo el Valle de México fue clave para mantener la gran población de la cuenca, incluidas sus numerosas ciudades, estimada por algunos autores en hasta el millón de personas. De hecho, al parecer la producción de granos hubiera sido suficiente para alimentar cien o, hasta, doscientas mil personas.
Por último, las cifras más altas son las que da Roger Bartra, unos 700 000. Según Jacques Soustelle, Tenochtitlan y Tlatelolco tenían ochenta a cien mil hogares, cada uno con un promedio de siete personas, lo que permitiría un total de 560 000 a 700 000 gentes. Sin embargo, sin importar la cifra exacta se hace innegable el enorme crecimiento que vivió Tenochtitlan en un relativamente corto período de tiempo. De ser un pueblo pequeño cuando se fundó en el siglo XIV a una gran urbe a inicios del XVI. Y que Tenochtitlan fue, muy probablemente, la urbe más grande que existió en América hasta el siglo XVII por lo menos (cuando se produjo la época dorada de Potosí) superando a otras como Teotihuacán (125 000 habitantes), Tikal (60 000-100 000), Tetzcuco (40 000), Cobá (40 000-60 000), Tula (30 000-40 000), Calakmul (50 000), Copán (18 000-25 000) y Sayil (11 000) en Mesoamérica y a Cusco (125 000), Chan Chan (50 000), Tihuanaco (30 000-60 000), Huari (10 000-70 000), Huánuco Pampa (30 000) y Tomebamba (50 000) en la Andinoamérica. Su sucesora, Ciudad de México, tuvo niveles de población solo comparables desde el siglo XVIII en adelante.

## Celebración actual
En los calendarios cívicos escolares aparece como día oficial el 13 de marzo, que así es celebrada por la Secretaria de Educación Pública y la Universidad Nacional Autónoma de México, que también es difundida ampliamente por los medios de comunicación. Se dice que la fecha fue un consenso de los estudiosos reunidos por el Gobierno del Distrito Federal en 1975, al no poder estar de acuerdo en una fecha documentada, decidieron declarar el día de la reunión como el oficial. 
Se difunde actualmente una versión mal fundamentada que menciona que los regentes de la Ciudad de México Lic. Vicente Lombardo Toledano y Juan Rico en 1925 escogieron este día para celebrar los 600 años de la fundación de Tenochtitlan, esta información es basada en un librito escrito por Luis Castillo Ledón en ese año de 1925. Aunque los políticos son mencionados en el prefacio, en ninguna parte se habla de la oficialización de la celebración y mucho menos que el autor llegue a la conclusión del 13 de marzo. Extrañamente el Gobierno Federal también difunde el bulo que la fecha aparece en la Crónica mexicáyotl de Hernando de Alvarado Tezozómoc, cuando en ese documento únicamente menciona el año: 2-calli igual a 1325.
Al parecer después de los eventos conmemorativos en 1975 de los 650 años de la ciudad, grupos integrantes de la corriente de la mexicanidad comienzan a celebrar la fundación en la fecha del 18 de julio dada por Carlos de Sigüenza y Góngora, que es un cálculo por el autor novohispano. Por el año 2000, el arqueoastrónomo David Wood nota y supone -aceptando la fecha de Sigüenza como “indígena”- que si la fecha corresponde a un registro juliano, el 18 de julio se vuelve un 26 de julio gregoriano, aunque inmediatamente salta la duda de cómo y porqué Sigüenza da la fecha de un calendario juliano que no era utilizado en 1325 en México ni seguía en uso en 1690, que es cuando escribió; además, su cálculo coloca el evento en 1327, no en 1325, por lo tanto, siendo bastante inconsistente. David Wood acepta el dato del día pero no del año, resaltando en su opinión la importancia de que el 26 de julio -en ocasiones- acontece el segundo paso del sol por el cenit. Wood para poder cuadrar todos los datos termina considerando que la fundación más bien fue un “proceso fundacional” que abarca de 1324 a 1328.
Debido a la popularidad alcanzada, la corriente de la mexicanidad ha logrado influenciar al Gobierno de la Ciudad de México (y por ende a las políticas federales), quienes principalmente por medio de la Secretaría de Cultura, han aceptado la propuesta de la celebración del 26 de julio, aunque carece de un verdadero fundamento documental e histórico.

## Tenochtitlan en la cultura popular
- La ópera Motezuma fue compuesta por Antonio Vivaldi y la historia está ambientada en la Ciudad de México-Tenochtitlan.
- La tragedia para el teatro Tenochtitlan, de Santiago Sevilla (véase Liceus el Portal de las Humanidades).
- La canción "Cortez the Killer" de Neil Young habla de la llegada de las tropas de Hernán Cortés y la masacre del pueblo de Moctezuma a manos de los españoles.
- La novela Tenochtitlan: la última batalla de los aztecas (1984) del escritor costarricense José León Sánchez, narra, desde la perspectiva de los aztecas, los acontecimientos que se sucedieron desde el arribo de los conquistadores españoles a las costas mexicanas en 1519, hasta la caída de la Ciudad de México-Tenochtitlan en 1521.
- La novela de Barbara Wood, "La mujer de los mil secretos" (2008) cuenta la historia de la fundación de Tenochtitlan luego de un largo viaje tanto literalmente hablando como de un viaje de descubrimiento de uno mismo y de sus orígenes por parte de los protagonistas.
- La novela de Federico Navarrete, "Huesos de lagartija" (1998) cuenta la historia de un joven mexica que vivió la conquista de México por los españoles, contado también la vida cotidiana en la ciudad de Tenochtitlan.
- La novela de Gary Jennings, Azteca (1980) la historia se desarrolla por medio de la narración de un azteca en tiempos de la conquista a Fray Juan de Zumárraga contando experiencias personales desde su niñez hasta su muerte.
- El disco Gaia de la banda de folk metal española Mägo de Oz, se centra en la historia de la conquista y la llegada de Hernán Cortés a tierras mexicas, al igual que los discos Gaia II: la voz dormida, Gaia III: Atlantia y Gaia: Epílogo.
- El álbum Moctezuma fue compuesto por el grupo de rock alternativo llamado "Porter" el cual cuenta la mitología azteca desde la migración que comenzó en Aztlán, usando sonidos característicos del México Prehispánico.
- La canción “Ay Tenochtitlán”, del grupo español de rock Seguridad Social, forma parte del álbum “¡Que no se extinga la llama!” (1991).
- La ópera o cantata épica Cuitlahuatzin(2020), creada con el libreto de Samuel Máynez, la música de Samuel Zyman, la traducción al náhuatl de Patrick Johansson; bajo la dirección escénica de Ragnar Conde y el movimiento escénico de Compañía Danza Visual, que tuvo funciones en Bellas Artes y la Delegación Iztapalapa en 2023, en el que se narra la caída de Tenochtitlan, centrando las acciones en la travesía de los últimos días de Cuitlahuac.
- La canción "Tenochtitlán" de la cantante Chilena-Mexicana Mon Laferte, forma parte del Álbum "Autopoiética" (2023)